# فرودگاه ولیکیه لوکی
فرودگاه ولیکیه لوکی (به روسی: Аэропорт Великие Луки) فرودگاهی عمومی واقع در ولیکیه لوکی در کشور روسیه است.